# Jean Nougayrol
Jean Nougayrol, francoski asiriolog, predavatelj in akademik, * 14. februar 1900, † 23. januar 1975.
Nougayrol je deloval kot profesor na École pratique des hautes études in bil dopisni član Slovenske akademije znanosti in umetnosti (od 7. februarja 1968).